# РД-36

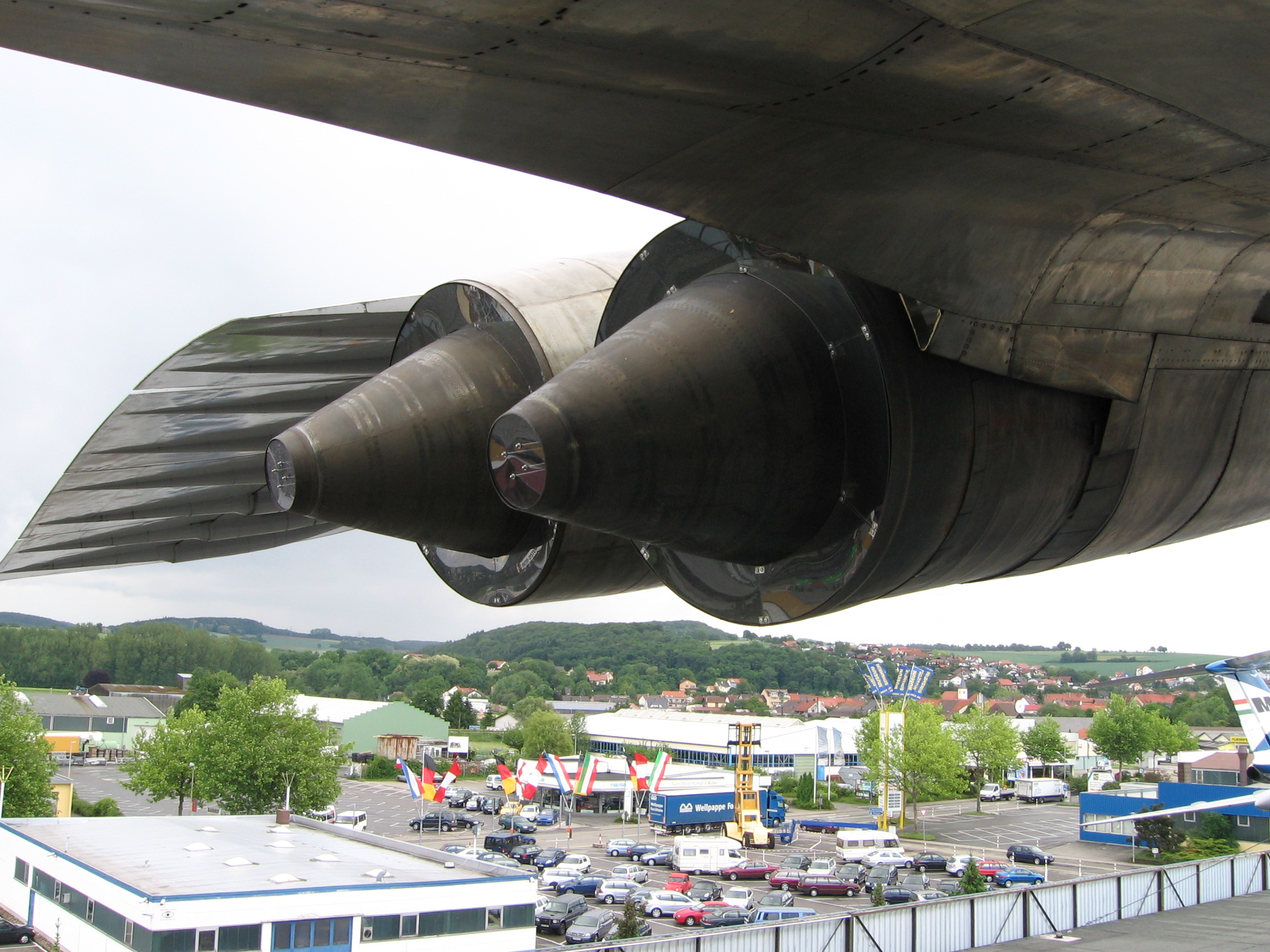
РД-36-51

РД-36 — серия авиационных турбореактивных двигателей, разработанных в ОКБ-36 под руководством главного конструктора Петра Алексеевича Колесова.

## РД-36-35
Применение
РД-36-35
- МиГ-21ПД[1]
- Е-7ПД / МиГ-23ПД[1]
- Т-58ВД[1]

РД-36-35ПР
- ВВА-14

РД-36-35Ф
- КОР-70 (проект)[2]

РД-36-35ФВ
- Як-36М
- Як-38У

РД-36-35ФВР
- Як-38
- Як-38У

РД-36-35К
- МиГ-105

## РД-36-41
Создан на основе двигателя ВД-19.
Тяга — 16 150 кгс
Применение
- Ту-148 (проект)[3]
- Т-4

## РД-36-51
Одновальный авиационный турбореактивный двигатель.
Разработан в ОКБ-36 П. А. Колесова.
Производился на Рыбинском моторстроительном заводе.
Версия двигателя РД-36-51А была разработана для пассажирского сверхзвукового самолёта Ту-144Д, предназначенная для осуществления длительного сверхзвукового полёта без использования форсажной камеры. Упрощённая модификация с неподвижным соплом для высотного самолёта Мясищев М-17  «Стратосфера» («Геофизика») получила обозначением РД-36-51В.
Двигатель развивает тягу в 68,6 кН (7000 кгс).
Двигатель РД36-51А прошёл все государственные стендовые и лётные испытания (на Ту-144Д) в 1973-75 годах.
- Р взл. = 20 000 кгс
- Р кр. 0= 10 000 кгс(Н =  5 500 м, Vп = 1 150 км/ч)
- Р кр. 1=  5 000 кгс(Н = 18 000 м, Vп = 2 350 км/ч)
- Р кр. 2=  3 000 кгс(Н = 11 000 м, Vп = 1 000 км/ч)
- С уд. взл. = 0,882 кг/кгс•ч.
- С уд. кр. 0= 0,780 кг/кгс•ч.
- С уд. кр. 1= 1,230 кг/кгс•ч.
- С уд. кр. 2= 0,94 кг/кгс•ч.
- G в взл.= 274 кг/с
- πк взл.= 15,8
- Т г взл.= 1355 К
- D вх = 1486 мм
- L дв.= 5976 мм
- М дв.= 3900 кг

Для сверхвысотного самолёта М-17 был создан одновальный ТРД РД36-51В — модификация двигателя РД36-51А с нерегулируемым соплом и подачей кислорода в камеру сгорания. Двигатель обеспечивает длительную работу на высоте 26000 м при малой скорости полёта (М = 0,6).
- Р взл.= 7000 кгс
- С уд. взл.= 0,88 кг/кгс•ч.

РД-36-51А/В выпущены небольшой серией (около 50 штук).
Применение
РД-36-51А
- Ту-144Д

РД-36-51В
- М-17 «Стратосфера»